# 普烏圖斯克

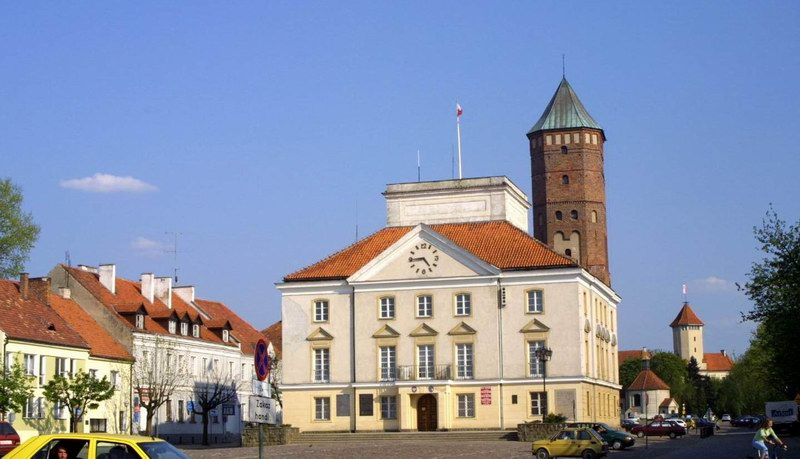

普烏圖斯克（波蘭語：Pułtusk，[ˈpuu̯tusk]）是波蘭的城鎮，位於該國中部納雷夫河畔，距離首都華沙70公里，由馬佐夫舍省負責管轄，始建於十一世紀，面積22.83平方公里，海拔高度80米，2006年人口19,229。